# Andrew Boyle
Andrew Philip More Boyle (Dundee, 27 de mayo de 1919 – Londres, 22 de abril de 1991) fue un escritor, periodista y locutor británico.

## Biografía
Recibió su educación en Blairs en Aberdeen y en la Universidad de París. Posteriormente, sirvió en la inteligencia militar británica durante la Segunda Guerra Mundial y luego del conflicto trabajó como guionista y productor para la British Broadcasting Corporation (BBC). En esa misma radiodifusora trabajó como editor para los programas de radio World at One, PM y The World This Weekend.
Su libro Poor Dear Brendan, biografía de Brendan Bracken, ganó en 1974 el Premio Whitbread. Además, en su libro The Climate of Treason expuso a Anthony Blunt como el «cuarto hombre» de los Los cinco de Cambridge. Entre otros libros, publicó en 1962 Trenchard, Man of Vision, biografía de Hugh Trenchard —el padre de la Real Fuerza Aérea británica— y, en 1972, Only The Wind Will Listen: Reith of the BBC, sobre John Reith, el primer director general de la BBC. Boyle tuvo dos hijos con su primera esposa, Christina Galvin, y murió de cáncer a los 71 años.